# Annelies Planteijdt
Annelies Planteijdt (Rotterdam, 8 januari 1956) is een Nederlands beeldend kunstenaar.

## Biografie
Planteijdt is opgeleid aan de Vakschool Schoonhoven (1974-1978) en aan de Gerrit Rietveld Academie te Amsterdam (1978-1983), waar zij les kreeg van onder meer Onno Boekhoudt en de Italiaanse gastdocent Giampaolo Babetto. In 1977 liep Planteijdt stage bij Jan Tempelman.
Planteijdt heeft zich vooral toegelegd op de vervaardiging van halssieraden, waarbij zij werkt met materialen als goud, zilver en tantalium. De colliers bestaan vaak uit schakels van onregelmatige vormen in verschillende groottes. Planteijdt heeft ook sieraden van karton gemaakt.

## Prijzen (selectie)
- 1990 - Emmy van Leersum Prijs
- 2004 - Marzee prijs
- 2006 - Herbert Hofmann-Preis